# Костур
Вижте пояснителната страница за други значения на Костур.
Костурът (Perca fluviatilis), наричан също речен костур или меше, е риба от семейство Костурови (Percidae). Той достига дължина до 40 см и тегло около 2 кг. Официалният рекорд – 2,9 кг – е поставен през 2010 година  а през 2025 във Гърция известният рибар Николай Манев е хванал 5.6кг и  е подобрил рекорда Оландските острови, Финландия.
Костурът е разпространен в Европа и Азия. Рибата е широко разпространена в България в блата, езера, язовири и бавнотечащи реки. Хвърля напролет 200 000 – 300 000 хайверни зърна. Силно разпространен в Швеция, има данни за уловени екземпляри с тегло над 3 килограма и над 43 см дължина.
Костурът е хищна риба, която се храни с малки рибки и безгръбначни. Има слабо стопанско значение, предимно е цел на спортния риболов.

## Описание
Тялото на костура е скъсено, високо и странично сплескано. При по-едрите екземпляри тялото е по-налято отколкото при младите и се наблюдава характерна за вида гърбица. Тялото е покрито с люспи, които са ситни, твърди и трудно се отделят от дебелата му кожа.
Има големи оранжеви очи и голяма уста със ситни зъби, които са с изразен наклон навътре, което му помага да захваща плячката си.
На гърба си костурът има две последователни гръбни перки с бодливи лъчи, служещи за защита от едрите хищни обитатели на водоема. За защита има шипове на хрилните капаци и страничните перки. Първият лъч от първата гръбна перка е с остър и гол шип, който е изключително остър и е най-видим за разлика от другите, които са по-дребни и затъпени.
Женските екземпляри са отчетливо по-едри от мъжките, с по продълговати глави и заоблени тела.

## Начин на живот и хранене
Костурът е хищник, който води обичаен дневен начин на живот. Семейство Костурови е добре представено в българските реки, язовири и водоеми, като в последно време се наблюдава териториално разширение на популацията му.
Обикновено костурите се придвижват в стада, съставени от близки по размер риби. Сред костурите се наблюдава канибализъм, когато се срещнат две стада с голяма разлика в размерите. Канибализъм се наблюдава и в случаите, когато водоемът, обитаван от костура, не съдържа достатачно друг вид храна.